# Rob Walker Racing Team
Rob Walker Racing Team fue un equipo privado de Fórmula 1 que compitió entre 1953 y 1970. 
Fundado por el heredero de Johnnie Walker, Rob Walker (1917-2002), se convirtió en el equipo privado más exitoso del campeonato mundial con nueve victorias y 10 pole positions, siendo el primero y, junto con el equipo FISA, el único en ganar un Gran Premio sin haber construido nunca sus propios automóviles.

## Historia

### Inicios

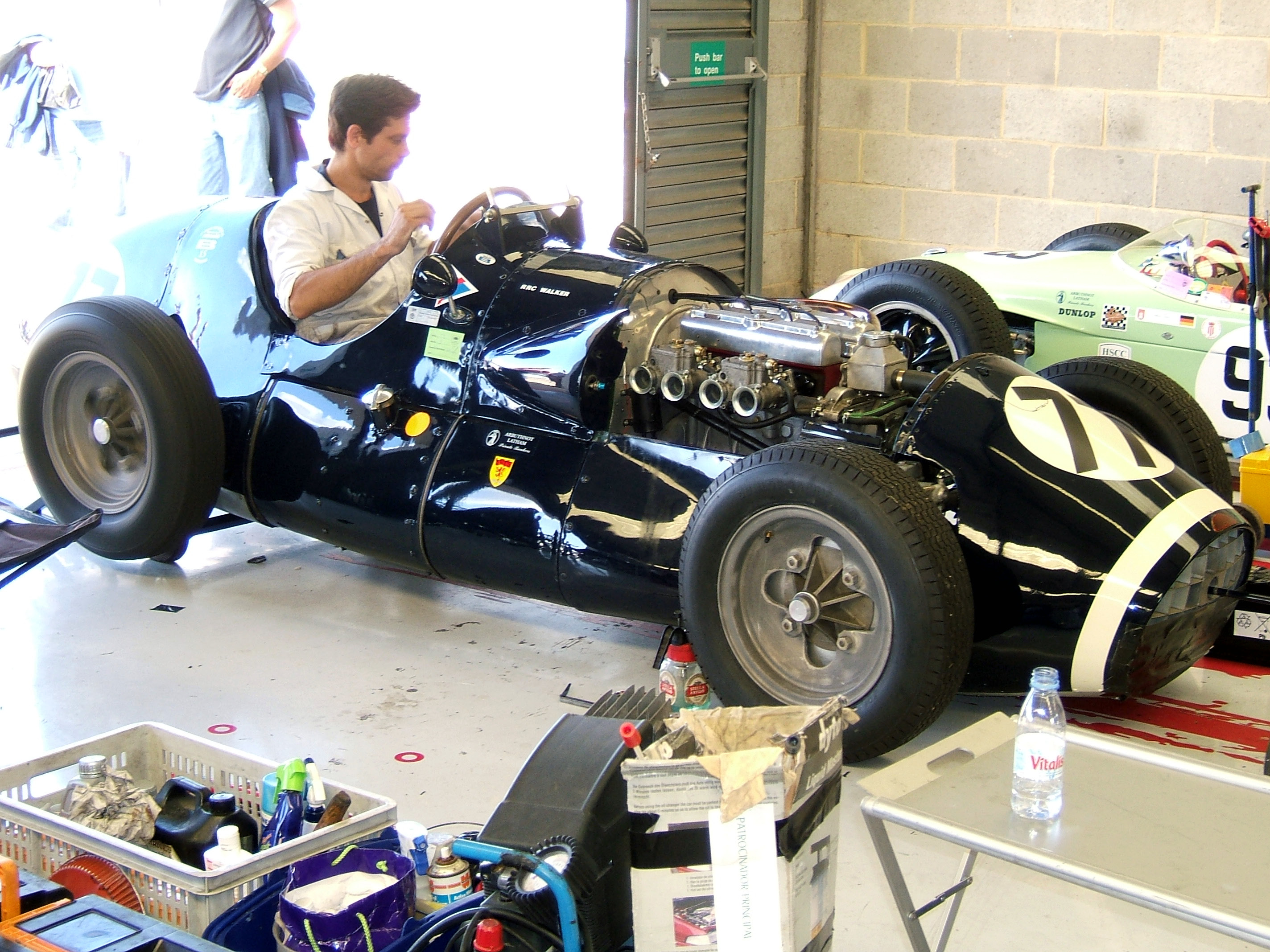
Connaught A Type, el primer monoplaza del equipo.

Nacido en 1917, Rob Walker fundó su equipo en 1953, debutando en la carrera de Fórmula 2 de la Copa Lavant, ingresando a un Connaught para el piloto Tony Rolt, donde logró un tercer lugar. La siguiente carrera, en Snetterton, Eric Thompson fue el primer ganador con un auto de Rob Walker. Entre Rolt y Thompson, el Rob Walker Racing Team tuvo una temporada de debut auspiciosa, con ocho victorias en la serie de carreras de clubes británicos. Su debut internacional fue en el Gran Premio de Rouen, una carrera mixta F1 y F2, con el Cooper-Alta de Stirling Moss, que logró ocupar el cuarto lugar entre los autos F2. El Gran Premio de Gran Bretaña de 1953 fue la primera salida de Walker en el campeonato mundial, pero el Connaught de Rolt no finalizó la carrera.
Walker, que ingresó a sus autos con los colores nacionales escoceses (azul con una franja blanca, en lugar del más común british racing green), continuó compitiendo en eventos de clubes británicos en los años siguientes. De 1954 a 1956, Walker hizo algunas apariciones dispersas, solo ganó una carrera de Fórmula 2 en Brands Hatch en 1956 con Tony Brooks. Walker regresó a tiempo completo en 1957 con un Cooper-Climax F2. Brooks, quien compartió el rol de piloto durante la temporada con Jack Brabham y Noel Cunningham-Reid, ganó la Copa Lavant, pero el equipo no pudo terminar la mayoría de sus carreras.

### Era Stirling Moss
En 1958, Rob Walker abandonó las carreras locales y se concentró solo en los grandes eventos internacionales. El veterano Maurice Trintignant firmó a tiempo completo, con Moss y Brooks compitiendo cuando estaban libres de sus compromisos con Vanwall. La temporada comenzó bastante bien para el equipo, con Moss y Trintignant ganando en Argentina y Mónaco, las primeras victorias para un chasis Cooper. Esas serían las únicas victorias del campeonato mundial, pero Trintignant también triunfó en Pau y Auvergne, mientras que Moss se llevó la victoria en BARC 200, Gran Premio de Caen y Kentish 100.

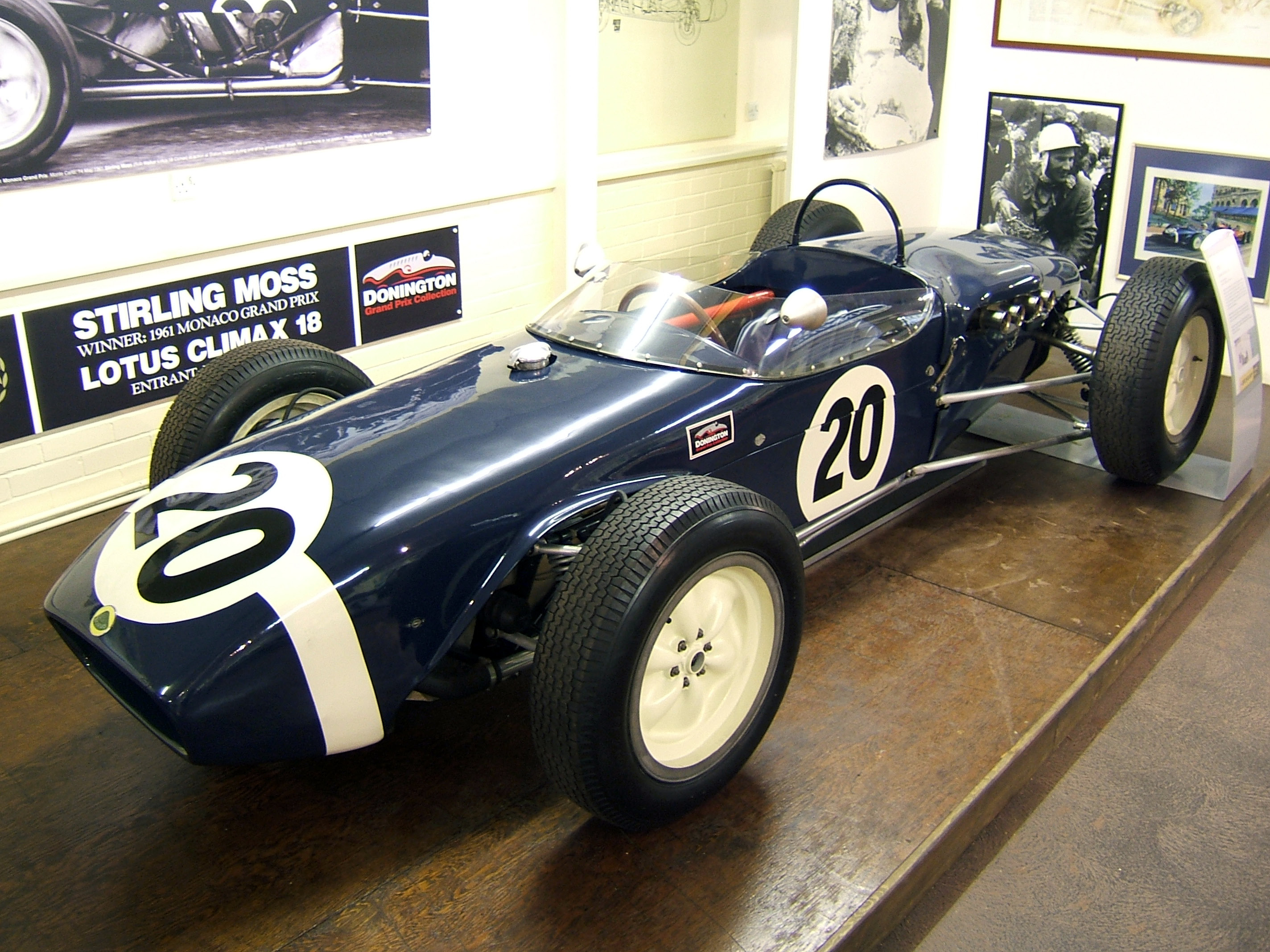
El Lotus 18 con el que Stirling Moss se alzó con la victoria en el Gran Premio de Mónaco de 1961.

Moss y Trintignant permanecieron con el equipo durante 1959, con el piloto británico ganando en el Glover Trophy en Goodwood, pero para las carreras de GP de Francia y Gran Bretaña, dejó a Walker por el equipo de British Racing Partnership de su padre, donde no logró anotar puntos. Moss regresó en el Gran Premio de Alemania, donde no finalizó, pero volvió a ganar en Portugal, Italia y la Copa de Oro Internacional, carrera fuera del campeonato disputada en Oulton Park. La mejor puntuación de Trintignant fue el segundo lugar en el Gran Premio de Estados Unidos.
Walker decidió concentrarse únicamente en Moss y se cambió a un Lotus en 1960, comenzando desde Mónaco, que Moss ganó, la primera vez que un Lotus ganó una carrera de Fórmula 1. Moss solo triunfaría en la Copa de Oro Internacional y el GP de Estados Unidos en Riverside, pero aun así logró terminar la temporada en el tercer lugar de la general, como había sucedido el año anterior. Después del final de la temporada, en diciembre, Walker llevó a Moss a dos carreras sudafricanas, que ganó.
En 1961, la F1 adoptó las nuevas regulaciones del motor 1.5 L, y Walker coqueteó con la idea de construir su propio chasis, pero retuvo el Lotus 18 para la temporada. Moss ganó las carreras fuera del campeonato en Goodwood en la Fórmula Intercontinental 2.5 L y Viena, así como en los Grandes Premios de Mónaco y Alemania. En el Gran Premio de Gran Bretaña de 1961, Rob Walker Racing se convirtió en el primer equipo en inscribir un auto de tracción en las cuatro ruedas para un Gran Premio del campeonato mundial, cuando ingresaron al Ferguson P99 en nombre de Ferguson Research. Más tarde, Moss ganó la Copa de Oro Internacional de esa temporada en el mismo auto; Hasta la fecha, esta es la única victoria registrada por un automóvil con tracción en las cuatro ruedas en un evento de Fórmula 1, aunque no fue una carrera puntuable.

### Años posteriores
La temporada de 1962 comenzó bastante bien, con el regreso de Trintignant ganando en Pau, pero los planes de Walker se tambalearon cuando Moss tuvo un accidente en Goodwood conduciendo un Lotus de BRP, terminando con su carrera deportiva. Walker había planeado inscribir un Ferrari para el piloto británico en el campeonato mundial, pero se vio obligado a retener a Trintignant. El piloto francés de mayor edad se volvió cada vez menos competitivo, sin anotar un solo punto de campeonato. Las desgracias del año continuaron en México y Sudáfrica, donde Walker vio morir a los pilotos Ricardo Rodríguez y Gary Hocking al volante de sus autos.
Rob Walker cambió de estrategia para 1963, empleó a Jo Bonnier y regresó al chasis Cooper, pero una vez más los resultados fueron escasos y frecuentes fallas mecánicas. Aun así, el equipo reforzó sus operaciones para 1964, primero con un nuevo Cooper (con el que Bonnier fue segundo en Snetterton fuera del campeonato) y luego con un Brabham-BRM, con Bonnier y otros pilotos invitados conduciendo en varios eventos del campeonato mundial. Desde el GP de Italia, Walker había decidido ejecutar dos coches, un BT11-BRM y un BT7-Climax. En 1965, Jo Siffert se asoció con Bonnier, y aunque el sueco, quien era más experimentado, fue el más rápido, fue el suizo quien logró sumar cinco puntos de campeonato. Con constantes fallas mecánicas acosándolo, el mejor resultado de Bonnier fue un tercer lugar en la Carrera de Campeones, no puntuable.
Con las nuevas regulaciones de 3.0 L a partir de 1966, Bonnier dejó Walker para reiniciar la Ecurie Bonnier, y Siffert se quedó solo, con el Cooper T81 con motor Maserati.

### Etapa final junto a Lotus
El T81 no era competitivo en 1967, y en 1968 Walker, que ahora se asoció con el empresario Jack Durlacher, compró un Lotus 49 con motor Cosworth. Ese año, Siffert ganó el Gran Premio de Gran Bretaña, para llevarse lo que sería la victoria final de Rob Walker.

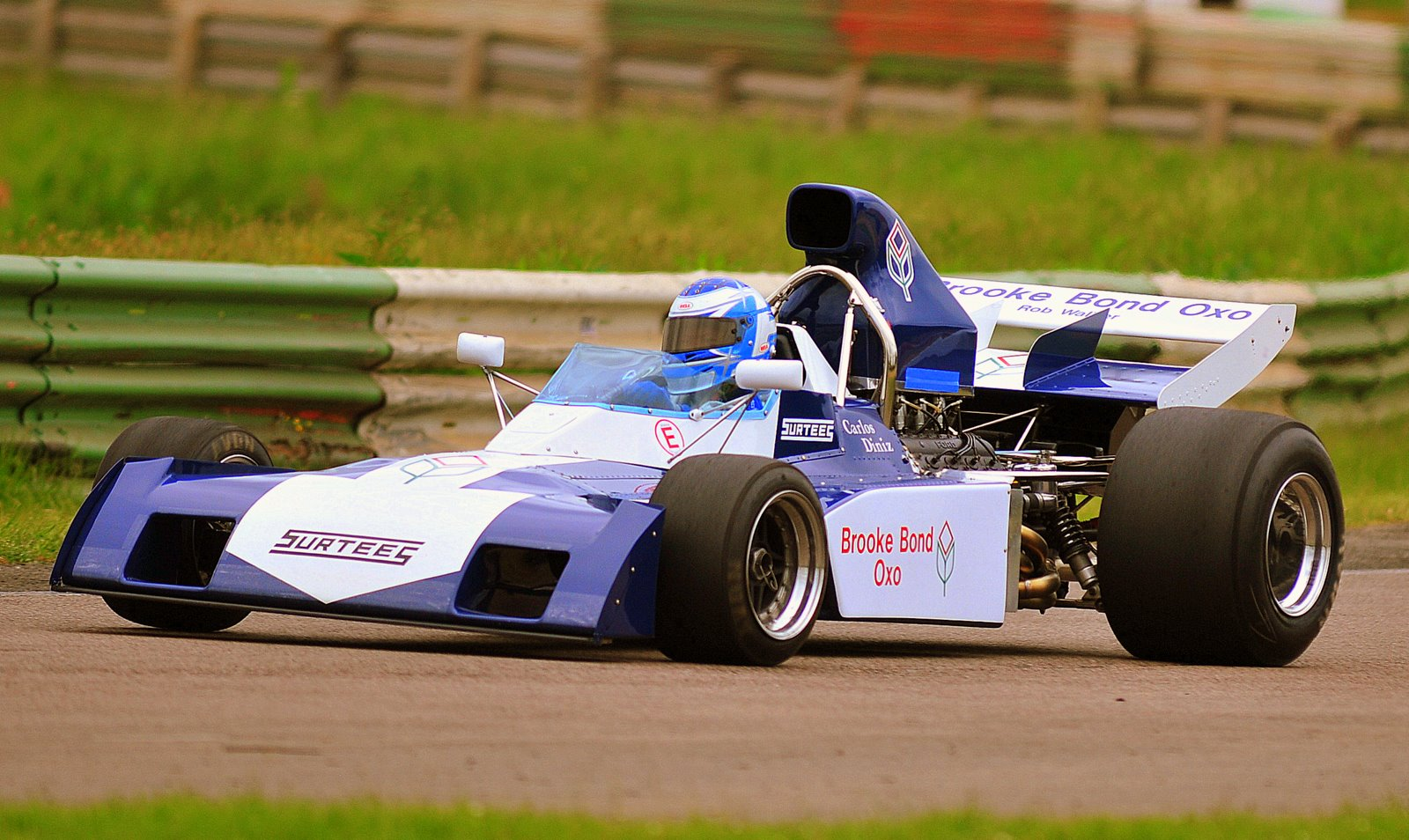
Surtees TS9B con librea de Rob Walker.

Siffert dejó el equipo a finales de 1969, después de terminar el año en noveno lugar, y Rob Walker Racing Team compitió por última vez en 1970, ingresando un Lotus 72 para el piloto Graham Hill de 40 años. La mejor puntuación de Hill fue una cuarta plaza en el GP de España, pero se marchó para unirse a Brabham a finales de año. Esa fue la última temporada del Rob Walker Racing Team.
Tras cerrar el equipo, Walker llevó su patrocinio de Brooke Bond Oxo a Surtees desde 1971 hasta 1973 y se dedicó a dirigir la carrera de Mike Hailwood. Los últimos vestigios del Rob Walker Racing Team terminaron en 1974 cuando se retiró de la participación activa en el automovilismo a la edad de 57 años.
Walker también ganó cierto reconocimiento como periodista, cubriendo eventos de Fórmula 1 para la revista Road & Track. Comenzando con un informe sobre el Gran Premio de Italia de 1967, Walker escribió informes de carreras, reseñas anuales y artículos históricos para la revista hasta bien entrada la década de 1990. Considerado uno de los mayores estadistas de las carreras de Grandes Premios, Walker murió a la edad de 84 años en 2002, de neumonía.

## Resultados

### Fórmula 1
(Clave) (negrita indica pole position) (cursiva indica vuelta rápida)

| Año     | Chasis                   | Motor                                                 | Neu. | Pilotos               | 1      | 2   | 3   | 4   | 5   | 6     | 7   | 8     | 9   | 10  | 11    | 12  | 13  |
| ------- | ------------------------ | ----------------------------------------------------- | ---- | --------------------- | ------ | --- | --- | --- | --- | ----- | --- | ----- | --- | --- | ----- | --- | --- |
| 1953    |                          |                                                       |      |                       | ARG    | 500 | NED | BEL | FRA | GBR   | GER | SUI   | ITA |     |       |     |     |
| 1953    | Connaught Type A         | Lea-Francis 2.0 L4                                    | D    | Tony Rolt             |        |     |     |     |     | Ret   |     |       |     |     |       |     |     |
| 1954    |                          |                                                       |      |                       | ARG    | 500 | BEL | FRA | GBR | GER   | SUI | ITA   | ESP |     |       |     |     |
| 1954    | Connaught Type A         | Lea-Francis 2.0 L4                                    | D    | John Riseley-Prichard |        |     |     |     | Ret |       |     |       |     |     |       |     |     |
| 1955    |                          |                                                       |      |                       | ARG    | MON | 500 | BEL | NED | GBR   | ITA |       |     |     |       |     |     |
| 1955    | Connaught Type B         | Alta GP 2.5 L4                                        | D    | Tony Rolt             |        |     |     |     |     | Ret   |     |       |     |     |       |     |     |
| 1955    | Connaught Type B         | Alta GP 2.5 L4                                        | D    | Peter Walker          |        |     |     |     |     | Ret   |     |       |     |     |       |     |     |
| 1957    |                          |                                                       |      |                       | ARG    | MON | 500 | FRA | GBR | GER   | PES | ITA   |     |     |       |     |     |
| 1957    | Cooper T43               | Climax FPF 2.0 L4 Climax FPF 1.5 L4                   | D    | Jack Brabham          |        |     |     |     | Ret | RetF2 |     |       |     |     |       |     |     |
| 1958    |                          |                                                       |      |                       | ARG    | MON | NED | 500 | BEL | FRA   | GBR | GER   | POR | ITA | MAR   |     |     |
| 1958    | Cooper T43 Cooper T45    | Climax FPF 2.0 L4 Climax FPF 2.2 L4 Climax FPF 1.5 L4 | C D  | Stirling Moss         | 1      |     |     |     |     |       |     |       |     |     |       |     |     |
| 1958    | Cooper T43 Cooper T45    | Climax FPF 2.0 L4 Climax FPF 2.2 L4 Climax FPF 1.5 L4 | C D  | Maurice Trintignant   |        | 1   | 9   |     |     |       | 8   | 3     | 8   | Ret | Ret   |     |     |
| 1958    | Cooper T43 Cooper T45    | Climax FPF 2.0 L4 Climax FPF 2.2 L4 Climax FPF 1.5 L4 | C D  | Ron Flockhart         |        | DNQ |     |     |     |       |     |       |     |     |       |     |     |
| 1958    | Cooper T43 Cooper T45    | Climax FPF 2.0 L4 Climax FPF 2.2 L4 Climax FPF 1.5 L4 | C D  | Wolfgang Seidel       |        |     |     |     |     |       |     | RetF2 |     |     |       |     |     |
| 1958    | Cooper T43 Cooper T45    | Climax FPF 2.0 L4 Climax FPF 2.2 L4 Climax FPF 1.5 L4 | C D  | François Picard       |        |     |     |     |     |       |     |       |     |     | RetF2 |     |     |
| 1959    |                          |                                                       |      |                       | MON    | 500 | NED | FRA | GBR | GER   | POR | ITA   | USA |     |       |     |     |
| 1959    | Cooper T51               | Climax FPF 2.5 L4                                     | D    | Stirling Moss         | Ret    |     | Ret |     |     | Ret   | 1   | 1     | Ret |     |       |     |     |
| 1959    | Cooper T51               | Climax FPF 2.5 L4                                     | D    | Maurice Trintignant   | 3      |     | 8   | 11  | 5   | 4     | 4   | 9     | 2   |     |       |     |     |
| 1960    |                          |                                                       |      |                       | ARG    | MON | 500 | NED | BEL | FRA   | GBR | POR   | ITA | USA |       |     |     |
| 1960    | Cooper T51               | Climax FPF 2.5 L4                                     | D    | Stirling Moss         | 3†/Ret |     |     |     |     |       |     |       |     |     |       |     |     |
| 1960    | Lotus 18                 | Climax FPF 2.5 L4                                     | D    | Stirling Moss         |        | 1   |     | 4   | DNS |       |     | DSQ   |     | 1   |       |     |     |
| 1960    | Lotus 18                 | Climax FPF 2.5 L4                                     | D    | Maurice Trintignant   | 3†     |     |     |     |     |       |     |       |     |     |       |     |     |
| 1961    |                          |                                                       |      |                       | MON    | NED | BEL | FRA | GBR | GER   | ITA | USA   |     |     |       |     |     |
| 1961    | Lotus 18                 | Climax FPF 1.5 L4                                     | D    | Stirling Moss         | 1      | 4   |     |     |     |       |     |       |     |     |       |     |     |
| 1961    | Lotus 21                 | Climax FPF 1.5 L4                                     | D    | Stirling Moss         |        |     |     |     |     |       | Ret |       |     |     |       |     |     |
| 1961    | Lotus 18/21              | Climax FPF 1.5 L4                                     | D    | Stirling Moss         |        |     | 8   | Ret | Ret | 1     |     | Ret   |     |     |       |     |     |
| 1961    | Ferguson P99             | Climax FPF 1.5 L4                                     | D    | Stirling Moss         |        |     |     |     | DSQ |       |     |       |     |     |       |     |     |
| 1961    | Ferguson P99             | Climax FPF 1.5 L4                                     | D    | Jack Fairman          |        |     |     |     | DSQ |       |     |       |     |     |       |     |     |
| 1962    |                          |                                                       |      |                       | NED    | MON | BEL | FRA | GBR | GER   | ITA | USA   | RSA |     |       |     |     |
| 1962    | Lotus 24                 | Climax FWMV 1.5 V8                                    | D    | Maurice Trintignant   |        | Ret | 8   | 7   |     | Ret   | Ret | Ret   |     |     |       |     |     |
| 1963    |                          |                                                       |      |                       | MON    | BEL | NED | FRA | GBR | GER   | ITA | USA   | MEX | RSA |       |     |     |
| 1963    | Cooper T60               | Climax FWMV 1.5 V8                                    | D    | Joakim Bonnier        | 7      | 5   | 11  | NC  |     |       |     |       |     |     |       |     |     |
| 1963    | Cooper T66               | Climax FWMV 1.5 V8                                    | D    | Joakim Bonnier        |        |     |     |     | Ret | 6     | 7   | 8     | 5   | 6   |       |     |     |
| 1964    |                          |                                                       |      |                       | MON    | NED | BEL | FRA | GBR | GER   | AUT | ITA   | USA | MEX |       |     |     |
| 1964    | Cooper T66               | Climax FWMV 1.5 V8                                    | D    | Edgar Barth           |        |     |     |     |     | Ret   |     |       |     |     |       |     |     |
| 1964    | Cooper T66               | Climax FWMV 1.5 V8                                    | D    | Joakim Bonnier        | 5      |     |     |     |     |       |     |       |     |     |       |     |     |
| 1964    | Brabham BT7              | Climax FWMV 1.5 V8                                    | D    | Joakim Bonnier        |        | 9   | Ret |     | Ret | Ret   |     |       |     |     |       |     |     |
| 1964    | Brabham BT11             | BRM 56 1.5 V8                                         | D    | Joakim Bonnier        |        |     |     |     |     |       | 6   | 12    | Ret | Ret |       |     |     |
| 1964    | Brabham BT11             | BRM 56 1.5 V8                                         | D    | Jochen Rindt          |        |     |     |     |     |       | Ret |       |     |     |       |     |     |
| 1964    | Brabham BT11             | BRM 56 1.5 V8                                         | D    | "Geki"                |        |     |     |     |     |       |     | DNQ   |     |     |       |     |     |
| 1964    | Brabham BT11             | BRM 56 1.5 V8                                         | D    | Jo Siffert            |        |     |     |     |     |       |     |       | 3   | Ret |       |     |     |
| 1964    | Brabham BT11             | BRM 56 1.5 V8                                         | D    | Hap Sharp             |        |     |     |     |     |       |     |       | NC  | 13  |       |     |     |
| 1965    |                          |                                                       |      |                       | RSA    | MON | BEL | FRA | GBR | NED   | GER | ITA   | USA | MEX |       |     |     |
| 1965    | Brabham BT7 Brabham BT11 | Climax FWMV 1.5 V8 BRM 56 1.5 V8                      | D    | Joakim Bonnier        | Ret    | 7   | Ret | Ret | 7   | Ret   | 7   | 7     | 8   | Ret |       |     |     |
| 1965    | Brabham BT7 Brabham BT11 | Climax FWMV 1.5 V8 BRM 56 1.5 V8                      | D    | Jo Siffert            | 7      | 6   | 8   | 6   | 9   | 13    | Ret | Ret   | 11  | 4   |       |     |     |
| 1966    |                          |                                                       |      |                       | MON    | BEL | FRA | GBR | NED | GER   | ITA | USA   | MEX |     |       |     |     |
| 1966    | Brabham BT11             | BRM 1.9 V8                                            | D    | Jo Siffert            | Ret    |     |     |     |     |       |     |       |     |     |       |     |     |
| 1966    | Cooper T81               | Maserati 3.0 V12                                      | D    | Jo Siffert            |        | Ret | Ret | NC  | Ret |       | Ret | 4     | Ret |     |       |     |     |
| 1967    |                          |                                                       |      |                       | RSA    | MON | NED | BEL | FRA | GBR   | GER | CAN   | ITA | USA | MEX   |     |     |
| 1967    | Cooper T81               | Maserati 3.0 V12                                      | F    | Jo Siffert            | Ret    | Ret | 10  | 7   | 4   | Ret   | Ret | DNS   | Ret | 4   | 12    |     |     |
| 1968    |                          |                                                       |      |                       | RSA    | ESP | MON | BEL | NED | FRA   | GBR | GER   | ITA | CAN | USA   | MEX |     |
| 1968    | Cooper T81               | Maserati 3.0 V12                                      | F    | Jo Siffert            | 7      |     |     |     |     |       |     |       |     |     |       |     |     |
| 1968    | Lotus 49                 | Ford Cosworth DFV 3.0 V8                              | F    | Jo Siffert            |        | Ret | Ret | 7   | Ret | 11    |     |       |     |     |       |     |     |
| 1968    | Lotus 49B                | Ford Cosworth DFV 3.0 V8                              | F    | Jo Siffert            |        |     |     |     |     |       | 1   | Ret   | Ret | Ret | 5     | 6   |     |
| 1969    |                          |                                                       |      |                       | RSA    | ESP | MON | NED | FRA | GBR   | GER | ITA   | CAN | USA | MEX   |     |     |
| 1969    | Lotus 49B                | Ford Cosworth DFV 3.0 V8                              | F    | Jo Siffert            | 4      | Ret | 3   | 2   | 9   | 8     | 11  | 8     | Ret | Ret | Ret   |     |     |
| 1970    |                          |                                                       |      |                       | RSA    | ESP | MON | BEL | NED | FRA   | GBR | GER   | AUT | ITA | CAN   | USA | MEX |
| 1970    | Lotus 49C                | Ford Cosworth DFV 3.0 V8                              | F    | Graham Hill           | 6      | 4   | 5   | Ret | NC  | 10    | 6   | Ret   |     |     |       |     |     |
| 1970    | Lotus 72C                | Ford Cosworth DFV 3.0 V8                              | F    | Graham Hill           |        |     |     |     |     |       |     |       |     | DNS | NC    | Ret | Ret |
| Fuente: |                          |                                                       |      |                       |        |     |     |     |     |       |     |       |     |     |       |     |     |